# Giorno della bandiera nazionale dell'Ucraina
Dal 2004, il 23 agosto si celebra in Ucraina il giorno della bandiera nazionale (in ucraino День Державного прапора України?, Den' Deržavnoho prapora Ukraïny; lett. "Giorno della bandiera nazionale dell'Ucraina"). Il 24 luglio era stato precedentemente contrassegnato come Giornata della bandiera nazionale a Kiev. Il primo cerimoniale innalzamento della bandiera gialla e blu ucraina nei tempi moderni ha avuto luogo il 24 luglio 1990 presso il pennone della bandiera del consiglio comunale di Kiev, un anno e mezzo prima che la bandiera fosse ufficialmente adottata come bandiera nazionale dello stato ucraino (inizio 1992).
Dal 1992 il giorno dell'indipendenza dell'Ucraina si celebra il 24 agosto.